# Петровское (Калининский район)
Петро́вское — село в Калининском районе Тверской области. Относится к Верхневолжскому сельскому поселению. До 2006 года было центром Петровского сельского округа.
Расположено в 25 км к юго-западу от Твери.
Население по переписи 2002 года — 417 человек, 189 мужчин, 228 женщин.

## История
Из материалов Клировой ведомости Тверского уезда 1801 года: Село Петровское, в коем Церковь Святых Апостолов Петра и Павла, каменная, в твердости, утварью церковной довольна, которой утвари опись, а для записки прихода и расхода церковной денежной суммы шнуровая книга за печатью Тверской консистории имеются. Построена в 1760-м году. 
В середине XIX века село являлось центром прихода и относилось к Воскресенской волости Тверского уезда Тверской губернии. В селе располагалось имение митавского гражданина Д. Х. Вейдемана, которому принадлежало 1066 десятин земли и винокуренный завод. В селе имелась земская школа. В системе полевого хозяйства применялся десятипольный севооборот, преимущество отдавалось выращиванию картофеля, являвшимся сырьем для винокуренного завода.
В 1859 году в селе числилось 5 дворов, 43 жителя, в 1886 — 11 дворов, 129 жителей.
В 1997 году в селе 204 хозяйства, 440 жителей. Администрация сельского округа, АОЗТ «Петровское», начальная школа, библиотека, медпункт, баня, магазин.

## Население
| 1859 | 1997 | 2002 | 2010 |
| ---- | ---- | ---- | ---- |
| 43   | ↗440 | ↘417 | ↘344 |

## Достопримечательности
В селе расположена руинированная Церковь Петра и Павла (1760).

## Известные люди
По мнению профессора Вячеслава Воробьева, в селе Петровское Калининского района провёл последние годы жизни и умер славяновед и археолог Зориан Доленга-Ходаковский.